# 関寺
関寺（世喜寺、せきでら）は、かつて近江国逢坂関の北（滋賀県大津市逢坂2丁目付近）にあったとされる寺院。現在は存在しないが、長安寺がその跡地に建てられているとする説がある。
創建年次は不明であるが、976年（貞元元年）の地震で倒壊したのを源信の弟子である延鏡が、仏師・康尚らの助力を得て1027年（万寿4年）に再興した。その時、清水寺の僧侶の寄進によって用いられた役牛の1匹が迦葉仏の化現であるとの夢告を受けたとする話があり、その噂を聞いた人々が件の牛との結縁を求めて殺到し、その中に藤原道長・源倫子夫妻もいたという。そして、その牛が入滅した際には源経頼が遭遇したことが『左経記』（1025年6月29日（万寿2年6月2日）条）に見え、その後菅原師長が『関寺縁起』を著した（なお、長安寺には牛の墓とされる石造宝塔が残されており重要文化財となっている）。また、倒壊前には老衰零落した小野小町が同寺の近くに庵を結んでいたとする伝説があり、謡曲『関寺小町』として伝えられている。また、同寺に安置されていた5丈の弥勒仏は「関寺大仏」と呼ばれ、大和国東大寺・河内国太平寺（智識寺）の大仏と並び称された。南北朝時代に廃絶したと言われている。